# La Dame de Shalott (Hunt)
La Dame de Shalott – en anglais The Lady of Shalott – est un tableau réalisé par le peintre britannique William Holman Hunt vers 1890-1905. De format vertical, cette huile sur toile préraphaélite est une illustration de The Lady of Shalott, le poème d'Alfred Tennyson. Elle représente la dame de Shalott ruinant une tapisserie qu'elle tisse pour avoir regardé par une fenêtre Lancelot passant à cheval près de la tour dans laquelle elle est confinée. Acquise en 1961, l'œuvre est conservée au Wadsworth Atheneum, à Hartford, dans le Connecticut, aux États-Unis.